# Aleksander Miśta
Aleksander Miśta (ur. 7 stycznia 1983 w Myszkowie) – polski szachista i trener szachowy (FIDE Trainer od 2012), arcymistrz od 2004 roku.

## Kariera szachowa
Zwycięzca prestiżowego turnieju w Hastings - 2016.
Aktualny drużynowy mistrz świata w solvingu  (Ostróda 2015)
Historia
Jest wielokrotnym medalistą mistrzostw Polski juniorów:
- złotym: Wisła 1991 – do lat 10, Wisła 2000 – do lat 18, Zakopane 2001 – do lat 18,
- srebrnym: Trzebinia 2000 – do lat 20, Jarnołtówek 2003 – do lat 20,
- brązowym: Grudziądz 1993 – do lat 10, Nowa Ruda 1999 – do lat 16, Brzeg Dolny 2001 – do lat 20, Trzebinia 2002 – do lat 20.

W 2003 r. w ciągu kilku miesięcy wypełnił trzy normy arcymistrzowskie na turniejach we Francji i Czechach. W 2004 r. po raz pierwszy wystąpił w finale mistrzostw Polski seniorów w Warszawie, zwyciężył również w turnieju kołowym w Brnie oraz w otwartym w Ostródzie. W 2005 r. podzielił IV miejsce w Memoriale Akiby Rubinsteina (turniej open) w Polanicy-Zdroju. W 2006 r. podzielił I m. w turnieju Konik Morski Rewala w Rewalu oraz po raz drugi zwyciężył w Brnie. W 2009 r. po raz pierwszy stanął na podium indywidualnych mistrzostw Polski, zajmując w Chotowej trzecie miejsce. Podzielił również I m. w Agios Kirykos (wspólnie z Robertem Kempińskim i Jewgienijem Worobiowem). W 2011 r. zwyciężył (wspólnie z Tamasem Fodorem) w kołowym turnieju w Krakowie. W 2013 r. zajął II m. (za Wojciechem Morandą) w memoriale Akiby Rubinsteina w Polanicy-Zdroju, natomiast w 2014 r. zwyciężył w turnieju Banca Feroviara Open w Aradzie. Również w 2014 r. zdobył w Bydgoszczy brązowy medal mistrzostw Polski w szachach błyskawicznych, natomiast na przełomie 2014 i 2015 r. podzielił II m. w Hastings (za Zhao Junem, wspólnie z Alexandrem Fierem i Guðmundurem Kjartanssonem).
Najwyższy ranking w dotychczasowej karierze osiągnął 1 września 2014 r., z wynikiem 2625 punktów zajmował wówczas 5. miejsce wśród polskich szachistów.
Odnosi sukcesy również w konkurencji rozwiązywania zadań szachowych, m.in. w 2013 r. w Batumi zdobył tytuł drużynowego mistrza świata, natomiast w 2014 r. – tytuł drużynowego mistrza Europy (w Igalo) oraz tytuł drużynowego mistrza świata (w Bernie).
Na liście rankingowej w dniu 1 kwietnia 2014 r. dotyczącej rozgrywek w rozwiązywaniu zadań zajmował 11. miejsce na świecie z wynikiem 2596 punktów.